# Pennyworth (serial telewizyjny)
Pennyworth – amerykański serial telewizyjny (dramat) wyprodukowany przez Primrose Hill Productions, DC Entertainment oraz Warner Horizon Television, który bazuje na komiksach DC Comics stworzonych przez Bill Finger i Jerry Robinson. Serial jest emitowany od 28 lipca 2019 roku przez Epix
Bohaterem serialu Pennyworth jest Alfred, znany z komiksów kamerdyner Batmana. W produkcji jest on byłym komandosem brytyjskich służb SAS, który w serialu będzie mieć dwadzieścia kilka lat. Tworzy on firmę ochroniarską, dzięki której zaczyna pracę dla młodego miliardera Thomasa Wayne'a. Fabuła rozgrywa się w latach 60. w Londynie, więc na długo przed narodzinami Bruce'a Wayne'a aka Batmana. Na pierwszy rzut oka Alfred ma być on otwartym, uśmiechniętym i inteligentnym młodzieńcem, który nie wie, jak sobie poradzić z tym, że naprawdę jest zimnym zabójcą.

## Obsada

### Główne
- Jack Bannon jako Alfred Pennyworth[2]
- Ben Aldridge jako Thomas Wayne[3]
- Emma Paetz jako Martha Kane[4]
- Hainsley Lloyd Bennett jako Deon "Bazza" Bashford[5]
- Ryan Fletcher jako Wallace "Dave Boy" McDougal[5]
- Dorothy Atkinson jako Mary Pennyworth
- Ian Puleston-Davies jako pań Pennyworth
- Polly Walker jako Peggy Sykes[6]
- Paloma Faith jako Bet Sykes[7]
- Jason Flemyng jako Lord James Harwood [8]

### Role drugoplanowe
- Emma Corrin jako Esme Winikus
- Jessica Ellerby jako The Queen[4]
- Danny Webb jako John Ripper
- Richard Clothier jako the Prime Minister

## Odcinki
| Sezon | Odcinki | Oryginalna emisja w Epix | Oryginalna emisja w Epix |
| Sezon | Odcinki | Premiera sezonu          | Finał sezonu             |
| ----- | ------- | ------------------------ | ------------------------ |
| 1     | 10      | 28 lipca 2019            | 29 września 2019         |

### Sezon 1 (2019)
| #  | Tytuł                   | Reżyseria       | Scenariusz   | Premiera w Epix  |
| -- | ----------------------- | --------------- | ------------ | ---------------- |
| 1  | Pilot                   | Danny Cannon    | Bruno Heller | 28 lipca 2019    |
| 2  | The Landlord's Daughter | Danny Cannon    | Bruno Heller | 4 sierpnia 2019  |
| 3  | Martha Kane             | Bill Eagles     | Bruno Heller | 11 sierpnia 2019 |
| 4  | Lady Penelope           | China Moo-Young | Bruno Heller | 11 sierpnia 2019 |
| 5  | Shirley Bassey          | Rob Bailey      | Bruno Heller | 18 sierpnia 2019 |
| 6  | Cilla Black             | Bill Eagles     | Bruno Heller | 25 sierpnia 2019 |
| 7  | Julie Christie          | Clare Kilner    | Bruno Heller | 8 września 2019  |
| 8  | Sandie Shaw             | Jon East        | Danny Cannon | 15 września 2019 |
| 9  | Alma Cogan              | Rob Bailey      | Bruno Heller | 22 września 2019 |
| 10 | Marianne Faithful       | Danny Cannon    | Bruno Heller | 29 września 2019 |

## Produkcja
16 maja 2018 roku platforma Epix zamówiła pierwszy sezon dramatu.
W październiku 2018 roku do obsady dołączyli: Jack Bannon, Paloma Faith, Ben Aldridge, Ryan Fletcher Hainsley, Lloyd Bennett oraz Jason Flemyng.
W grudniu 2018 roku poinformowano, że Polly Walker otrzymała rolę jako Peggy Sykes.
W marcu 2019 roku ogłoszono, że Emma Paetz i Jessica Ellerby.
1 listopada 2019 roku stacja Epix przedłużyła serial o drugi sezon.